# Dry-Creek-Sprengstofflager

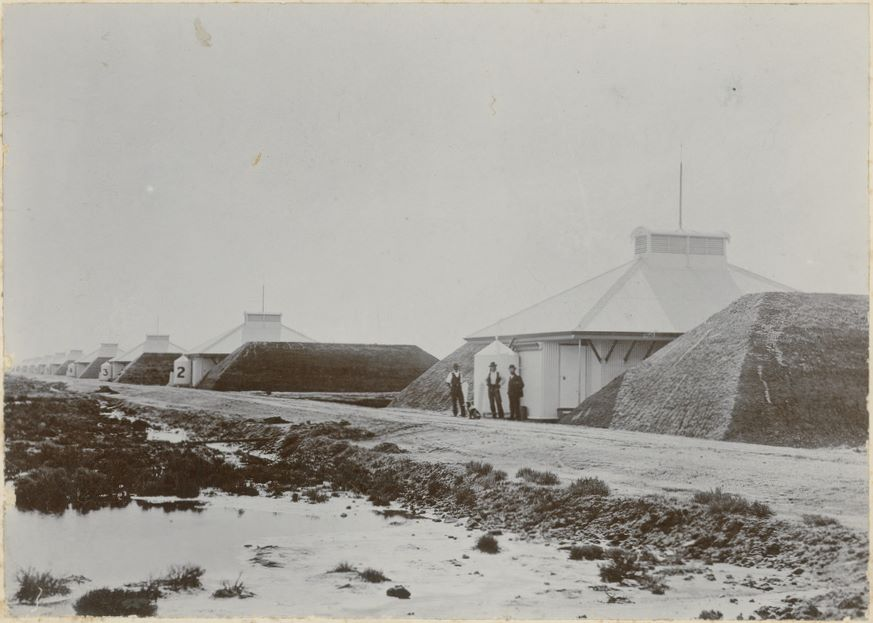
Lagergebäude des Sprengstofflagers

Das Dry-Creek-Sprengstofflager war ein Gefahrstofflager bei Port Adelaide in Australien. Es war in den Jahren 1903 bis 1995 in Betrieb und lagerte zivile Sprengstoffe hauptsächlich für Bergbau und Bauwesen. Zum Lager gehörten mehrere Lagerschuppen und ein Schiffsanleger. Der Schiffsanleger und die Lagerschuppen waren über eine Schmalspurbahn an das Ferneisenbahnnetz angeschlossen. Das Lager ist ein Zeuge der Wirtschaftsgeschichte sowie des Transportwesens in South Australia und wurde im Jahr 1994 zum Kulturdenkmal ernannt.

## Vorgeschichte

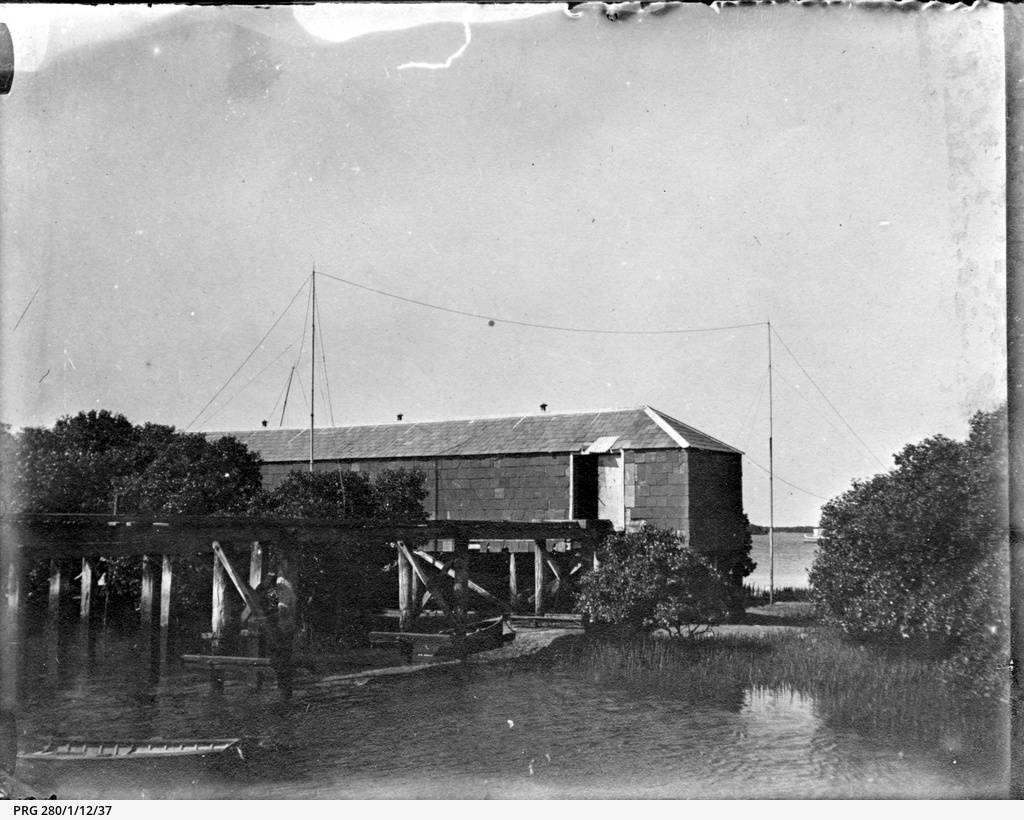
Das frühere Sprengstofflager North Arm Magazine

Die Regierung von South Australia sah die Kontrolle über Sprengstoffe als eine hoheitliche Aufgabe an. Dazu gehörte auch die Lagerung größerer Mengen von Sprengstoffen.
Die Lagerung von Sprengstoffen im Hafen von Adelaide erfolgte ab dem Jahr 1858 in dem North Arm Magazine am Magazine Creek bei Gillman, südlich des North Arm des Port River in der Verantwortung der Transportbehörde von South Australia, dem Marine Board. Es ersetzte die frühere Lagerstätte auf der LeFevre-Halbinsel. Von Anfang an gab es Kritik an dem North Arm Magazine wegen seiner Nähe zu Hafenanlagen und Wohngebäuden und daher einer potenziellen Gefahr. Im späten 19. Jahrhundert vervielfachte sich der Sprengstoffumschlag; der Grund war hauptsächlich der wachsende Bergbau in Broken Hill. Zusätzliche Lagerfläche wurde auf Hulks im etwa 20 km nördlich von Port Adelaide entfernten Port Gawler geschaffen. Diese Maßnahme war bei den Sprengstoffhändlern unbeliebt, da der Transport zum Verladen teuer und wegen der Gezeitenwechsel langwierig war. Es folgten jahrelange Debatten über Form (auf Land oder Wasser) und den Standort eines zukünftigen Sprengstofflagers. Schließlich entschied sich das Marine Board im Jahr 1899 für die abgelegene Lage am Dry Creek, 6 km östlich vom Hafen, um dort ein Lager mit vergrößerter Kapazität zu errichten. Das North Arm Magazine wurde 1916 abgerissen.

## Lager

### Lagergelände und Lagerschuppen

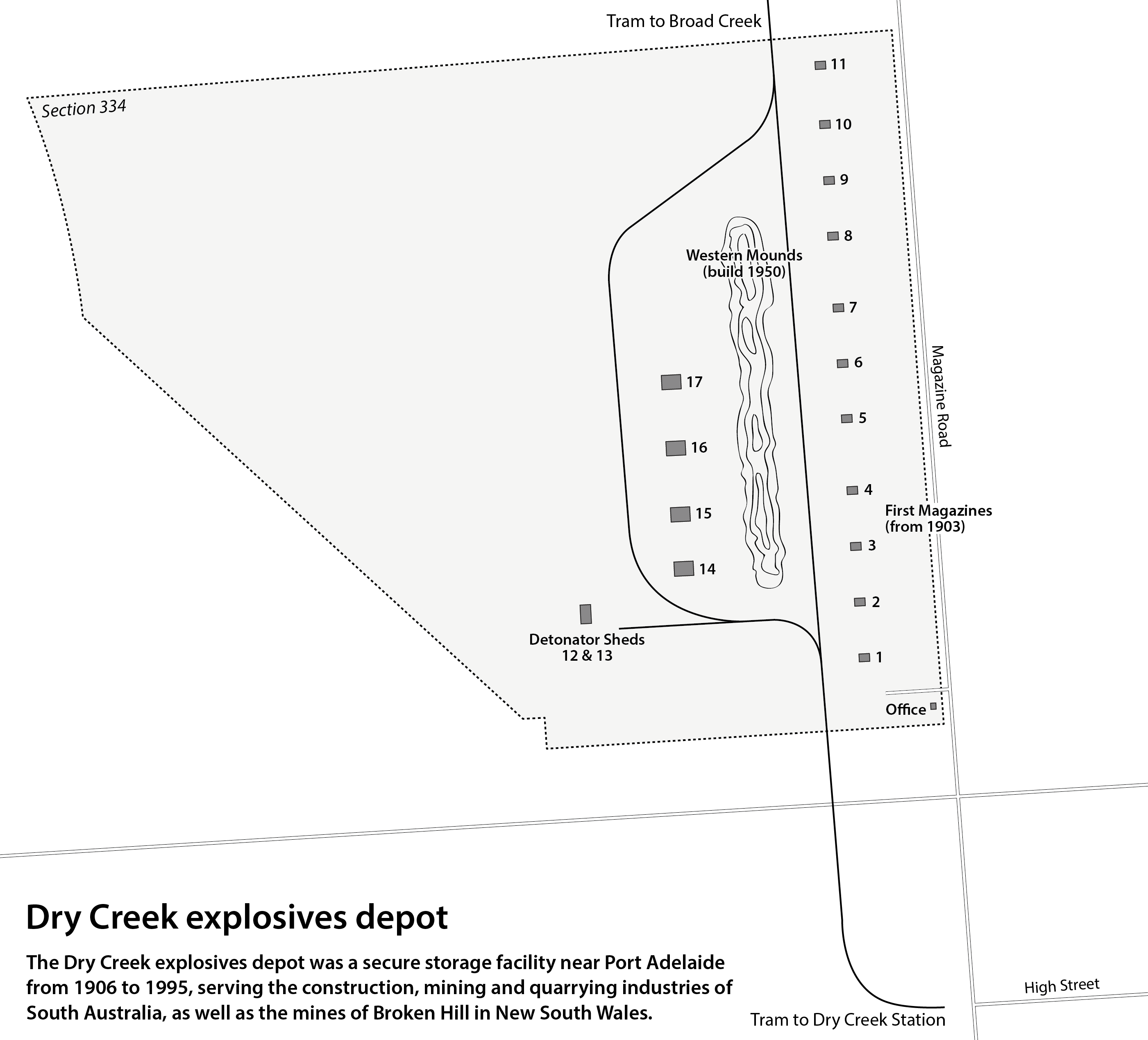
Lageplan

Das Lagergelände umfasste ursprünglich 124 ha und lag landeinwärts eines Mangrovensumpfs zwischen Dry Creek und Port Adelaide, am Broad Creek, der vom North Arm abzweigt und in die Richtung der Ortschaft Dry Creek führt.
Die ersten Gebäude, acht Sprengstofflagerschuppen (Nr. 1 bis 8) mit einer Kapazität von je 20 t, wurden am 25. November 1903 fertiggestellt. Im Jahr darauf wurden ein Doppelschuppen (Nr. 12 & 13), welcher vom North Arm Magazine abgebaut wurde, für die Aufbewahrung von Sprengkapseln und zwei weitere Sprengstofflagerschuppen (Nr. 9 & 10) errichtet. Erdwälle umgaben die Lagerschuppen von drei Seiten. Sie sollten benachbarte Schuppen schützen, wenn einer der Schuppen explodieren sollte. Das Budget betrug bis dahin 6.000 bis 7.000 £. In den darauffolgenden Jahren wurden weitere Gebäude hinzugefügt: ein Untersuchungsschuppen im Jahr 1907 (Nr. 11), zwei 30-Tonnen-Lagerhäuser (Nr. 14 & 15) im Jahr 1915 und zwei 20-Tonnen-Lagerhäuser (Nr. 16 & 17) im Jahr 1919. Am Eingang zum Lager befand sich ein Bürogebäude.

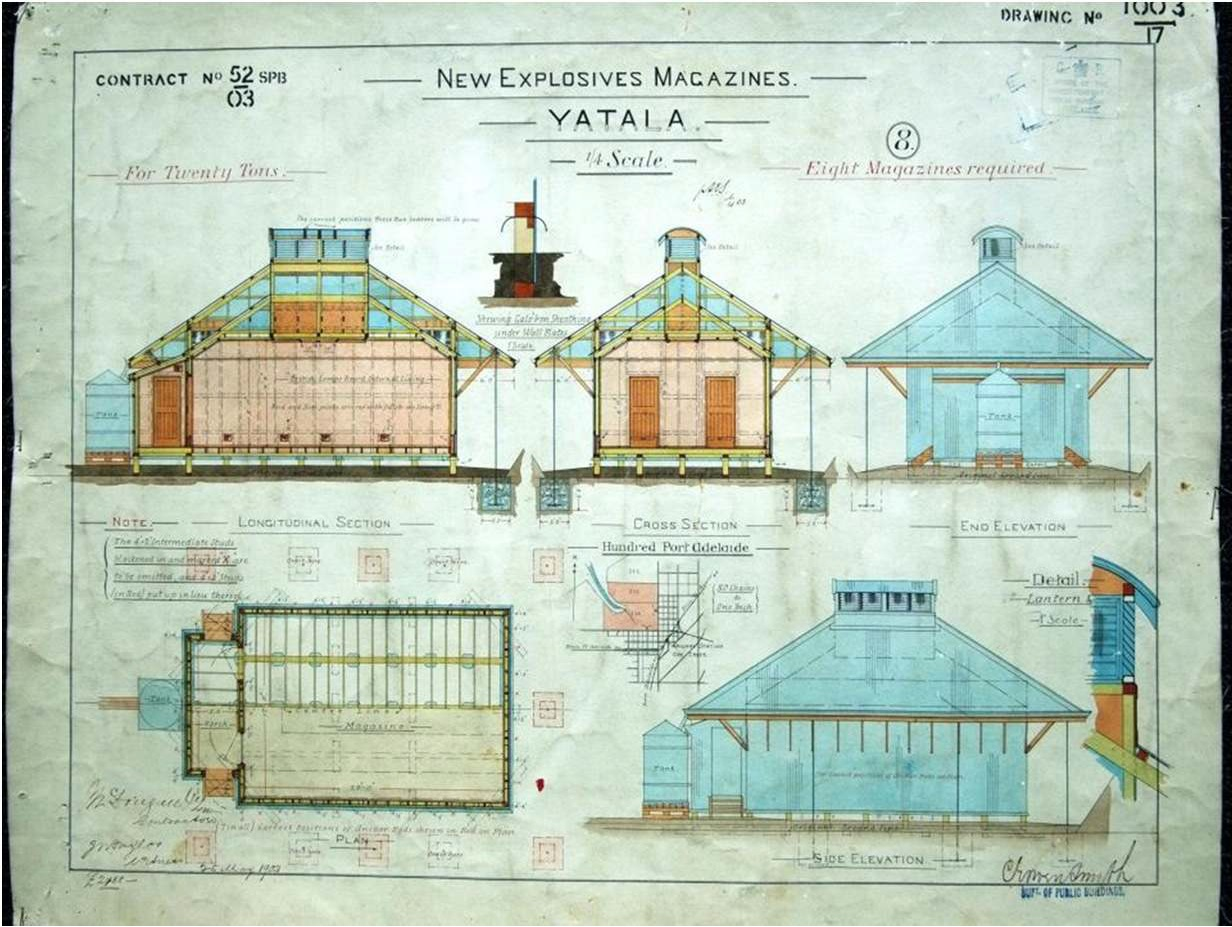
Planzeichnung der 20-Tonnen-Lagerschuppen

Die Bauweise der Lagerschuppen geht vermutlich auf das Sprengstoffunternehmen Nobel Industries aus Ardeer (Schottland) zurück. In Robb Jetty bei Perth wurde schon 1900 ein ähnliches Sprengstofflagerhaus errichtet.
Ende des 19. Jahrhunderts galt bei der Sprengstofflagerung das Prinzip, einer Explosion möglichst wenig Widerstand zu bieten (Verdämmung). Die Lagerschuppen wurden deshalb in Leichtbauweise errichtet. Es wurde darauf geachtet, die Sprengstoffe vor Hitze, Feuchtigkeit und Staub zu schützen. Die Grundform war eingeschossig mit einem doppelten Walmdach mit großem Dachüberstand; die Gebäude standen auf einem Fundament aus Jarrah-Pfählen. Das Tragwerk bestand aus einem Holzrahmen. Die Wände bestanden aus zwei Schichten galvanisiertem Wellblech mit einem Luftraum dazwischen; auf dem inneren Wellblech war eine Holzbrettverkleidung mittels Lattung befestigt, so dass auch dort ein Luftraum entstand. Die dreifache Wandkonstruktion mit jeweils einem Luftraum dazwischen sowie die Dachform sorgten für eine gute Wärmedämmung. Die Schuppen wurden natürlich belüftet. Von einer markanten Laterne führte ein großer Lüftungsschacht durch das doppelte Dach in das Innere; auch im Fußboden befanden sich zehn Lüftungsschächte. So konnte kühle Luft von unterhalb des Gebäudes angesaugt werden. Die Ventilationsschächte und Kanäle waren mit Metallgittern abgedeckt, um Staub und Funken fernzuhalten. Die Außenwände der Lagerschuppen waren weiß gekalkt. Ursprünglich standen Regenwassertanks vor den Lagerschuppen, diese wurden aber entfernt, als die Schmalspurbahn verlegt wurde.
Auf dem Gelände des Lagers wurden 6.000 Bäume, hauptsächlich Tamarisken, angepflanzt. Sie sollten Schatten spenden und dadurch das Mikroklima verbessern sowie als zusätzlicher Schutz eine Detonationswelle abschwächen.

### Schiffsanleger

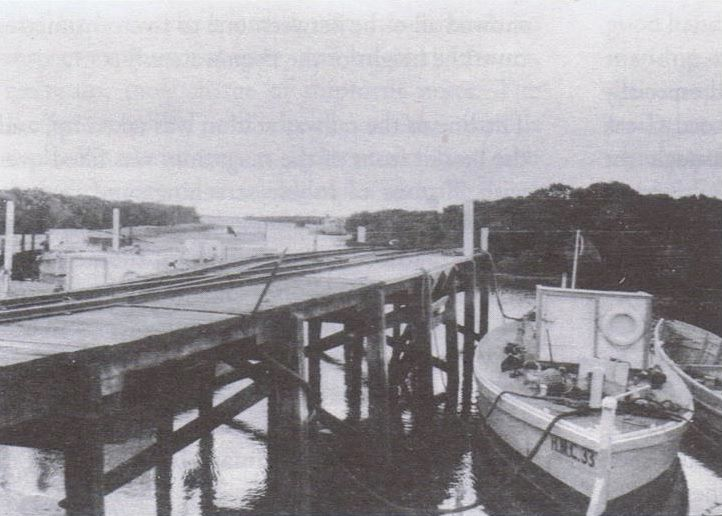
Schiffsanleger am Broad Creek

Der Schiffsanleger wurde am Broad Creek, 2 km nördlich des Lagers, errichtet. Wegen des Gezeitenwechsels gab es verschiedene Anlegemöglichkeiten bei Niedrig- und Mittelwasser. 1917 wurde ein Hulk dort auf Grund gesetzt, um den Anleger zu stabilisieren. Zunächst wurde er als zusätzliche Lagerfläche verwendet, ab 1938 zunehmend für Ersatzmaterial abgebrochen. Die Reste sind heute noch sichtbar.
Bei der höchsten Flut, die bis Juli 1917 je registriert wurde, wurde der 3,6 m über dem Niedrigwasserstand liegende Anleger weggespült. 1934 mussten  Teile des durch Schiffsbohrwurmbefall und vernachlässigte Wartung stark geschwächten Schiffsanlegers instand gesetzt werden.

### Pferdeeisenbahn

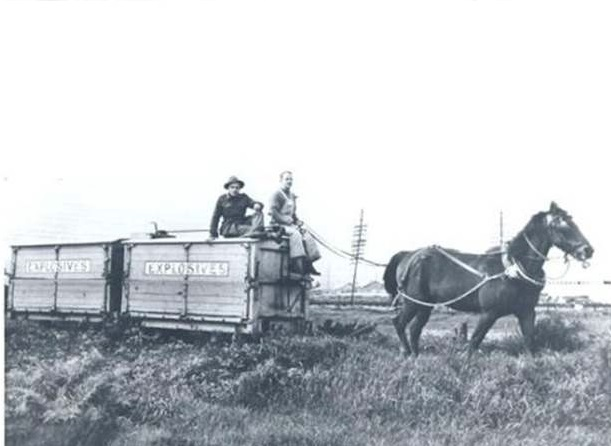
Von einem Pferd gezogene Sprengstoff-Loren des Dry-Creek-Sprengstofflagers

1906 wurde eine Feldbahn mit einer Spurweite von 762 mm (2 Fuß 6 Zoll) errichtet. Sie führte entlang der Lagerschuppen und verband diese einerseits über eine Strecke von 2 km (1 ¼ Meilen) mit der Schiffsanlegestelle und andererseits über eine Strecke von 800 m (½ Meile) mit dem Bahnhof von Dry Creek. Sechs speziell konstruierte Schmalspurloren, die jeweils 1 ¼ t fassten, standen zur Verfügung. Sie wurden von Pferden gezogen. Bis dahin wurden die Sprengstoffe von der Anlegestelle am North Arm über die Straße zu den Lagerschuppen gebracht, was nicht nur teuer, sondern auch gefährlich war.
Um den Pferden das Vorwärtskommen zu erleichtern, waren die Räume zwischen den Bahnschwellen zunächst mit örtlichem Muschelsand gefüllt. Dieser wurde jedoch von Schafen, die man in dem Gebiet weiden ließ, um das Gras niedrig zu halten und somit die Flächenbrandgefahr zu senken, zu Staub zertrampelt. Der Muschelsand wurde daraufhin durch Schlacke ersetzt, einem Abfallprodukt vom Entschlacken der Dampflokomotiven am Bahnhof von Dry Creek und nahegelegenen industriellen Einrichtungen.
Die Pferdeeisenbahn wurde bis zum Jahr 1965 betrieben, als Ersatz wurde ein Lastkraftwagen angeschafft. Die Schienen im Lager und zum Bahnhof Dry Creek wurden abgebaut. Die Loren wurden im Jahr 1978 dem Illawarra Light Railway Museum geschenkt, wo sie heute ausgestellt werden.

## Betrieb

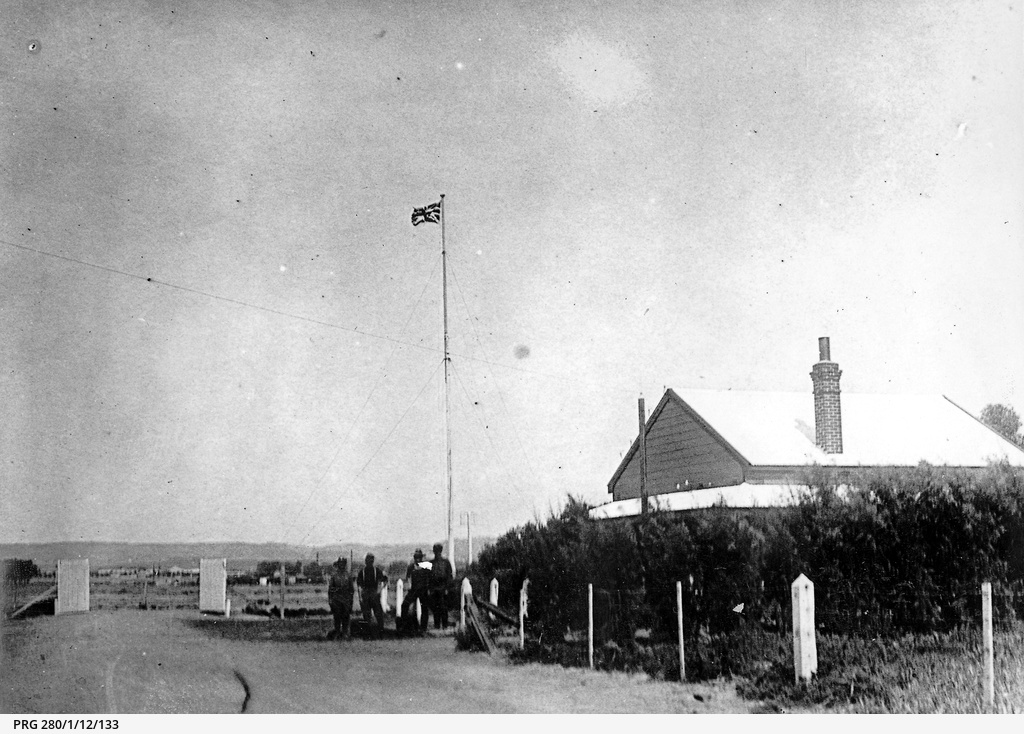
Bürogebäude des Lagers

Im Dezember 1903 nahm das Lager den Betrieb auf. Sprengstoffe aus dem North Arm Magazine und aus Port Gawler wurden hierher  transportiert. Das geschah zunächst auf dem Landweg, ab Januar 1906 mit der Schmalspurbahn. In diesem Monat wurde auch die erste Fracht über den Anleger am Broad Creek aufgenommen.
Mit Sprengstoff beladene Seeschiffe wurden schon im Gulf Saint Vincent, bevor sie Port Adelaide befahren durften, auf Reede entladen. Der Sprengstoff wurde auf Leichter umgeladen, diese wurden dann von Motorbarkassen zum Broad Creek gezogen. Das Lager verfügte über mehrere eigene Leichter. Immer wieder kam es vor, dass die Lagerkapazität nicht ausreichte, so wurde der Sprengstoff auf den Leichtern auf dem Broad Creek zwischengelagert.
Strenge Sicherheitsvorschriften sollten katastrophale Explosionen verhindern. Sie galten insbesondere der Vorbeugung der Funkenbildung, welche bei der Reibung von Metallen und manchen Gesteinsarten ausgelöst werden kann. So mussten entweder spezielle Schuhe ohne genagelte Sohlen oder Überschuhe getragen werden und es wurde darauf geachtet, dass möglichst kein Sand in die Lagerschuppen gelangte.
Der Vorsitzende des Marine Board, Arthur Searcy, inspizierte am 19. Juni 1906 das neu errichtete Sprengstofflager. In jedem Schuppen konnten eigentlich 40 t Sprengstoffe gelagert werden, aber zum Zeitpunkt der Inspektion war die Maximalmenge auf jeweils 20 t limitiert. Die Inspektion stellte fest, dass die Vorkehrungen zum Transport und der Lagerung der Sprengstoffe im Vergleich zu früher verbessert worden waren. Die nötigen Vorsichtsmaßnahmen, um Explosionen zu verhindern, waren getroffen, und Ausdrucke der Richtlinien waren an den Eingangstüren angeheftet.
Das Personal des Lagers war auch für die Vernichtung unsicherer Sprengstoffe verantwortlich. Das geschah durch Verbrennung oder Verklappung im Ozean.

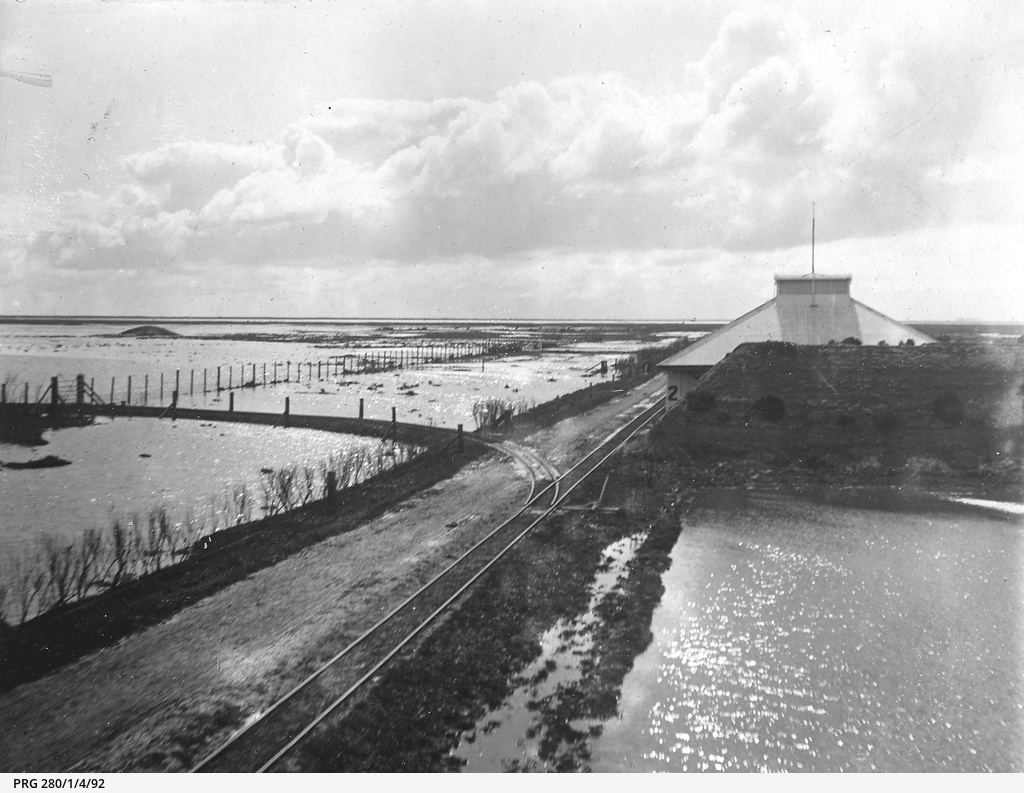
Die Flut von 1908

Großer Aufwand war für die Wartung der Einrichtungen erforderlich, denn der Sumpf wurde regelmäßig überflutet. Die Schmalspurbahnlinie von der Anlegestelle zu den Lagerhallen wurde durch die Überflutungen mehrfach beschädigt und musste immer wieder angehoben und repariert werden. Im August 1917 gab es eine außergewöhnlich hohe Flut, die alle Gerätschaften der Arbeiter wegspülte.
Auch Überflutungen anderer Art waren für die Arbeiter des Lagers unangenehm. An das Grundstück angrenzend verlief ein Abwasserkanal, der in den North Arm Creek mündete. Der Kanal setzte Tonnen von übelriechenden Ablagerungen an. Im Jahr 1922 wurde auf dem Grundstück des Sprengstofflagers ein Damm zum Abwasserkanal errichtet. Die Situation besserte sich erst im Laufe der Jahre durch verbesserte Klärwerke.

## Niedergang
Ab Ende 1925 wurden die Sprengstoffe aus Victoria weniger häufig aber in größeren Losgrößen angeliefert. Dadurch wurde der Bedarf für die Anlieferung über den Schiffsanleger reduziert, und die als Tagelöhner bezahlten Schauerleute wurden zunehmend weniger gebraucht.
Anfang der 1930er Jahre verdrängte der Schienen- und Straßentransport den inneraustralischen Transport über die Seehäfen. Ab 1934 wurden die Sprengstoffe aus der Fabrik in Deer Park mit der Eisenbahn angeliefert, was sich zunehmend durchsetzte. Als der Umschlag mit Schiffen zurückging, wurde auch der Broad Creek nicht mehr regelmäßig ausgebaggert. In den 1950ern wurden nur noch dringende Reparaturen am Schiffsanleger durchgeführt, erneuert wurde er aber nicht. Die letzte Schiffslieferung von Sprengstoffen fand 1970 statt. Im Jahr 1976 wurde der Anleger abgerissen.
Die einst abgelegene Lage wurde zunehmend von der Zivilisation bedrängt. Auf Initiative der Regierung die Industrialisierung zu forcieren, installierte Imperial Chemical Industries ab 1936 große Meerwassersalinen im Norden und Westen des Sprengstofflagers. Der westliche Teil des Sprengstofflagers, ein Großteil des Lagergeländes inklusive vier Lagerschuppen, wurde in diesem Zusammenhang an das Unternehmen verpachtet und vom Lager abgegrenzt. 1936 wurden erst die Sprengkapselschuppen und in den späteren 1930ern auch die verpachteten Lagerschuppen abgerissen. 1950 wurde aus Sicherheitsgründen vor der westlichen Seite der Lagerschuppen ein langer Erdwall errichtet. Zu den wachsenden Salinen gesellten sich ein Rundfunksender, Hochspannungsleitungen und ein Highway im Süden.
Ab 1978 wurde Ammoniumnitrat ein wichtiger Bestandteil von Sprengstoffen (z. B. ANC-Sprengstoffe), so dass diese vor Ort hergestellt werden konnten und mit Verbesserung der Sicherheitsbestimmungen die früher nötige Inspektion und Lagerhaltung zunehmend überflüssig wurde.

## Einstellung des Betriebes

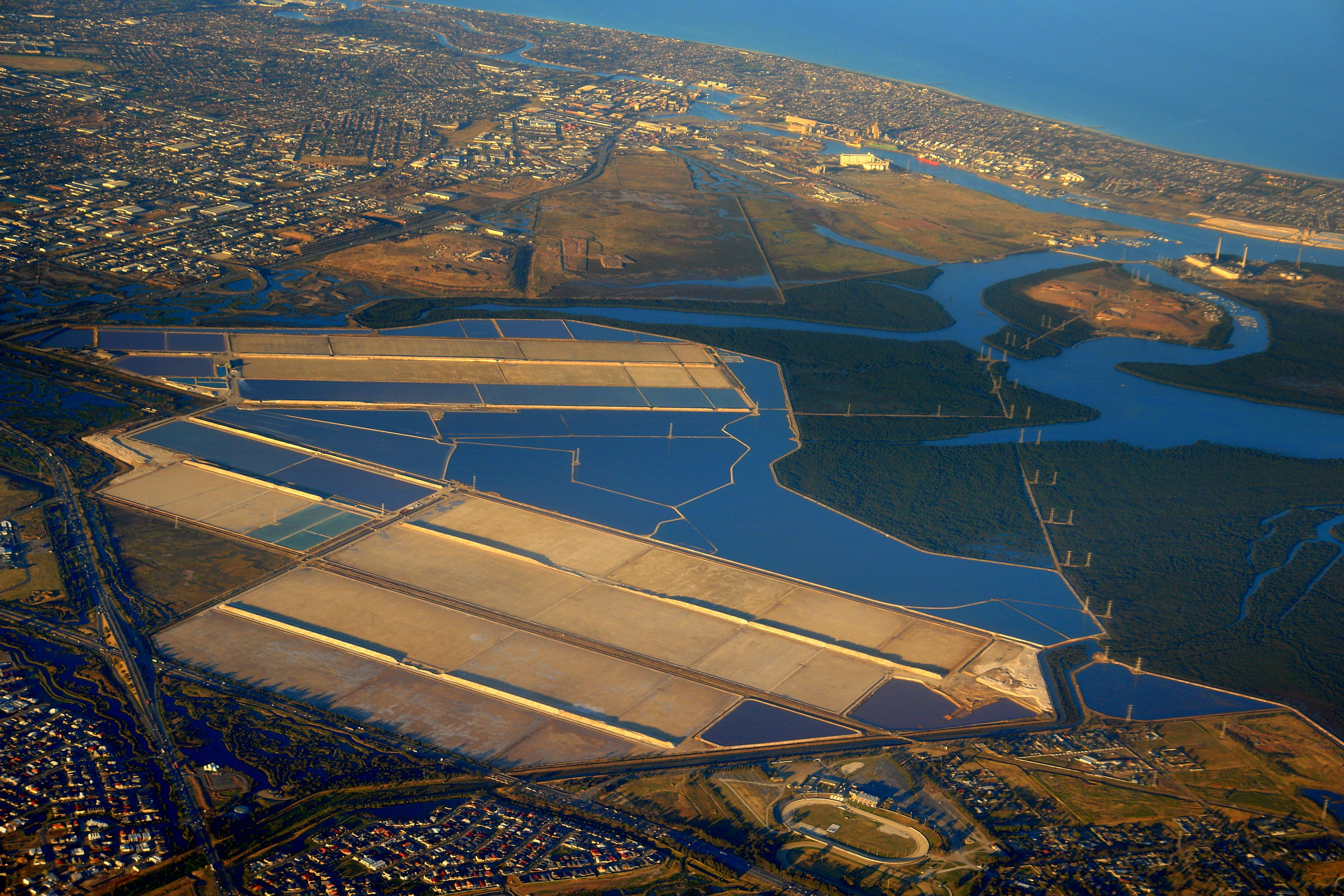
Sicht nach Südwesten auf Port Adelaide. Das Lager befindet sich links an der Stelle, an der sich die zwei unterschiedlich ausgerichteten Meerwassersalinen treffen, 2008

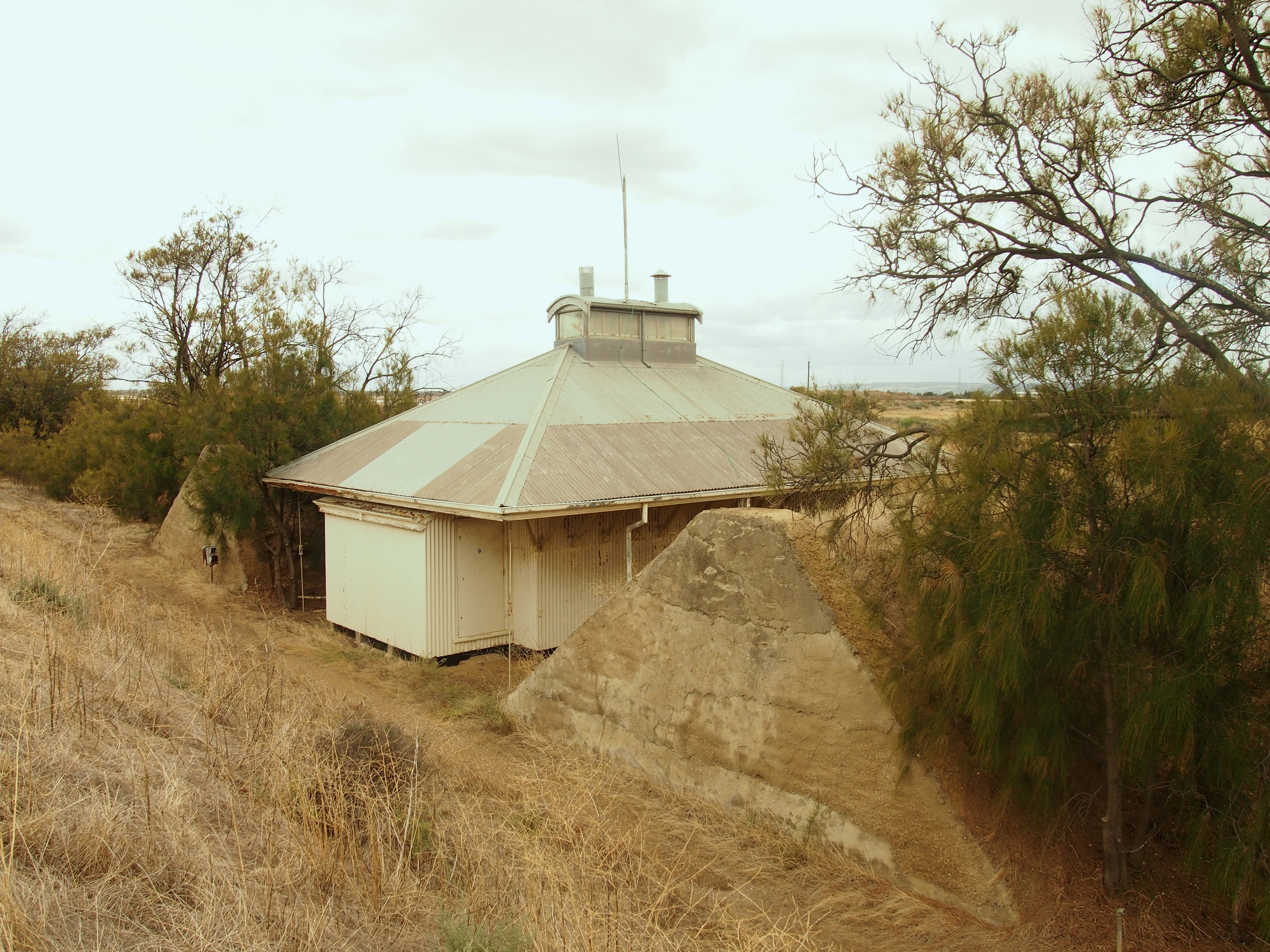
Magazin Nr. 10, 2015

Der Betrieb wurde im Oktober 1995 eingestellt, nachdem das Lager etwa 20 Jahre nicht mehr genügend ausgelastet war. Elf der in den Jahren 1903 bis 1907 gebauten historischen Gebäude, zehn 20-Tonnen-Magazine und ein Untersuchungsschuppen sind mit ihren Erdumwallungen auf dem auf 20 ha geschrumpften Gelände vorhanden und wurden bereits 1994 unter Nr. 14521 in das Register of State Heritage Items eingetragen. Im Jahr 2000 waren sie in einem stabilen Zustand, aber die Stahlarmierungen der Betonpfähle, die in den 1960er Jahren statt der hölzernen Pfähle eingebaut wurden, verrosten zunehmend in dem salzigen Untergrund. Überreste des Schiffanlegers und der Schmalspurbahn sind noch auf der seewärtigen Seite der Salzgewinnungsanlage sichtbar; der Bahndamm zwischen Lager und Anleger ist noch vorhanden aber überschwemmt.
Da nach der Schließung weiterhin Bedarf an einem Sprengstofflager bestand, wurden zuerst mobile Container auf dem Gelände einer Kläranlage zur Verfügung gestellt. 2008 wurde bei Swan Reach, etwa 100 km östlich von Adelaide, das moderne Sprengstofflager Pine Lea Explosives Reserve errichtet.